# جیمز شرن
جیمز شِرِن (انگلیسی: James Sherren؛ ‏ ۱۳ اکتبر ۱۸۷۲ – ۲۹ اکتبر ۱۹۴۵) جراح اهل بریتانیا بود. دو اصطلاح پزشکی مرتبط با آپاندیسیت - یک علامت تشخیصی و یک رژیم درمانی محافظه‌کارانه - به نام او نام‌گذاری شده است. او جراحی را در «بیمارستان سلطنتی لندن» فرا گرفت. در سال ۱۹۰۱، شرن موافقت کرد که با انجام جراحی، دو عصب در بازوی همکارش هنری هد را از هم جدا کند تا آنها بتوانند روند بهبودی هنری هد را مطالعه کنند. این دو با همکاری هم ۳ کتاب تألیف کردند که یکی از آنها با همکاری ویلیام هالس ریورز نوشته شد. وی بابت مشارکت‌هایش در جریان جنگ جهانی اول فرمانده والامقام امپراتوری بریتانیا را در سال ۱۹۱۹ دریافت کرد. همسر توماس هاردی «فلورنس داگدیل» یکی از بیماران او بود که توده‌ای از گردنش خارج کرد.
یک علامت تشخیصی در آپاندیسیت (معروف به مثلث شرن) به افتخار او نام‌گذاری شده است. مثلثِ شِرِن ناحیه‌ای است میان که خار تهیگاهی بالایی پیشین، سمفیز پوبیس و ناف. هایپرستزی (افزایش حساسیت به لمس) در این ناحیه، نشانه بالقوه آپاندیسیت حاد است. «درمان آشنِر-شِرِن» که مدیریت محافظه‌کارانه (غیر جراحی) آپاندیسیت است نیز به افتخار او نامگذاری شده است.